# Pedro de Souza
Pedro de Souza fue un político novohispano y tras la independencia de México, mexicano, nacido y fallecido en Mérida, Yucatán. Fue gobernador interino de Yucatán por un breve lapso al sustituir interinamente a José Tiburcio López Constante. Integró la comisión encargada de redactar la primera constitución del estado libre y soberano de Yucatán, que se presentó al Congreso Constituyente el 15 de noviembre de 1824.

## Datos históricos

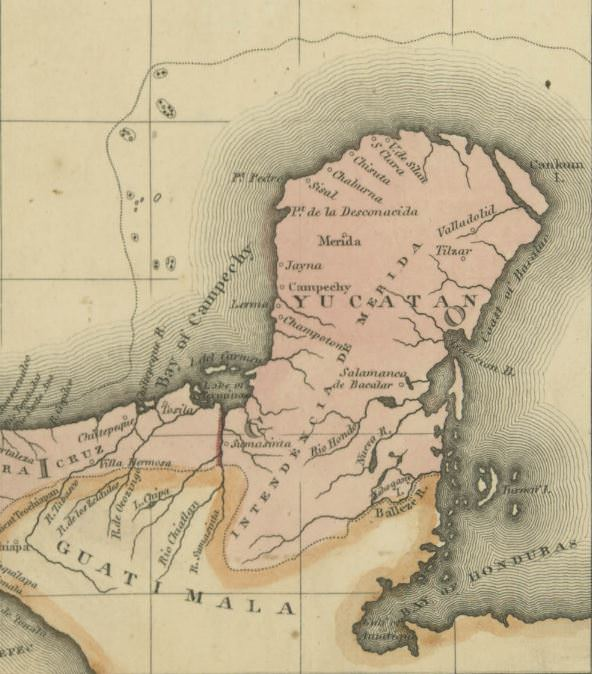
Pedro de Souza participó en la redacción de la constitución de Yucatán, convocó a elecciones, fue vicegobernador y gobernador

La primera constitución de Yucatán se promulgó en 1825. Antonio López de Santa Anna fue destituido como comandante militar de la zona e inmediatamente renunció a su cargo de gobernador de Yucatán. En ese punto, López Constante fue designado por el Congreso como nuevo gobernador. Asumió el cargo el 25 de abril de 1825 y el siguiente 3 de mayo expidió la convocatoria para las primeras elecciones que habrían de celebrarse en Yucatán al amparo de la nueva constitución. Después de realizarse estas el 21 de agosto de ese año, la legislatura de Yucatán declaró a José Tiburcio López Constante como gobernador para los siguientes cuatro años y a Pedro de Souza como vicegobernador. 
López Constante debió ausentarse del ejercicio de su función por motivos de salud. Pedro de Souza lo sustituyó en su carácter de vicegobernador del 26 de octubre de 1826 al 28 de enero de 1827.